# Wester Károly
Wester Károly (? – ?) kétszeres magyar bajnok labdarúgó, csatár.

## Pályafutása
1923 és 1925 között az MTK-ban szerepelt. A sorozatban tíz bajnoki címet nyerő csapat tagja volt, de nem tartozott a meghatározó játékosok közé, így csak két bajnoki cím megszerzésben volt része.

## Sikerei, díjai
- Magyar bajnokság
  - bajnok: 1923–24, 1924–25